# یواس‌اس پال جونز (دی‌دی-۱۰)
یواس‌اس پال جونز (دی‌دی-۱۰) (به انگلیسی: USS Paul Jones (DD-10)) یک کشتی بود که طول آن 
- ۲۴۵ فوت (۷۴٫۷ متر) (pp)
- ۲۵۰ فوت (۷۶٫۲ متر) (oa)

```
بود. این کشتی  در سال 
۱۹۰۲
 ساخته شد.
```